# Zemira y Azor
Zemira y Azor (título original en francés, Zémire et Azor) es una opéra comique, descrita como una comédie-ballet mêlée de chants et de danses, en cuatro actos del compositor belga André Grétry. El texto en francés era de Jean François Marmontel basado en La Belle et la bête (La bella y la bestia) de Jeanne-Marie Leprince de Beaumont, y Amour pour amour por P. C. Nivelle de La Chaussé. Lá ópera incluye la famosa pieza de coloratura La Fauvette en la que la soprano imita el canto del pájaro. Una suite de música para ballet de la obra fue grabada por Sir Thomas Beecham.

## Historia de la representación
Fue representada por vez primera en Fontainebleau el 9 de noviembre de 1771 y en la Comédie-Italienne, París el 16 de diciembre de 1771. Permaneció en el repertorio francés hasta al menos el año 1821 y disfrutó de un éxito mundial. Fue representada en la corte de San Petersburgo, Rusia en 1774, en la corte sueca en el Teatro de Drottningholm en 1778, y en Londres en el King's Theatre en 1779.
Esta ópera rara vez se representa en la actualidad; en las estadísticas de Operabase aparece con sólo 2 representaciones en el período 2005-2010.

## Personajes
| Personajes | Tesitura | Elenco del estreno 9 de noviembre de 1771 (Director: - ) |
| ---------- | -------- | -------------------------------------------------------- |
| Sander     | barítono | Jean-Louis Laruette                                      |
| Ali        | tenor    | Joseph Caillot                                           |
| Zémire     | soprano  | Marie-Thérèse Laruette                                   |
| Azor       | tenor    | Jean-Baptiste Guignard "Clairval"                        |
| Fatmé      | soprano  | Marie-Jeanne Trial                                       |
| Lisbé      | soprano  | Beaupré                                                  |

## Argumento
Habiendo naufragado en una tormenta, el mercader Sander y su servidor Ali encuentran en su camino un extraño palacio. Se ha preparado un banquete, pero no hay ningún signo del propietario, y los dos se sientan al festín. Cuando Sander arranca una rosa del jardín del palacio para entregársela a su hija Zémire, un Azor semejante a una bestia aparece. Es el propietario del palacio y dice a Sander que debe pagar con la vida el haberle robado la rosa, a menos que pueda persuadir a una de sus hijas para que tome su lugar. Cuando oye lo ocurrido, Zémire está conforme en sacrificar su vida por la de su padre y Ali la lleva al palacio, donde ella casi se desmaya ante la aparición de Azor. Sin embargo, Azor demuestra ser un amable anfitrión, mostrándole a Zémire su familia en un espejo mágico e incluso permiténdole visitarlos siempre que prometa regresar. Después de una estancia con su familia, Zémire decide regresar junto a Azor y lo encuentra desesperado debido a que cree que ella lo ha abandonado. Protesta de que él le importa y se rompe el hechizo mágico sobre Azor ahora que ha encontrado el amor. Cambia de bestia a un hermoso príncipe y reclama su reino con Zémire a su lado.

## En Rusia
- Gracias a esta ópera "Zemire" (Земира) fue el nombre del galgo italiano favorito de la emperatriz Catalina II.

## Grabaciones
- Zémire et Azor - Mady Mesplé (Zémire), Roland Bufkens (Azor), Jean van Gorp (Sander), Jean-Claude Orliac (Ali) - Coro y orquesta de cámara de la Radio televisión Belga, dirigidos por Edgar Doneux -  (EMI, 1974)
- Zémire et Azor - Martine Masquelin (Zémire), Gerard Garino (Azor), Bruce Kelly (Sander), Albert Voli (Ali) - Orquesta y coro de la Ópera Real de Valonia, dirigidos por Alan Curtis -  (Rodolphe, 1988).